# Heinrich Berghaus

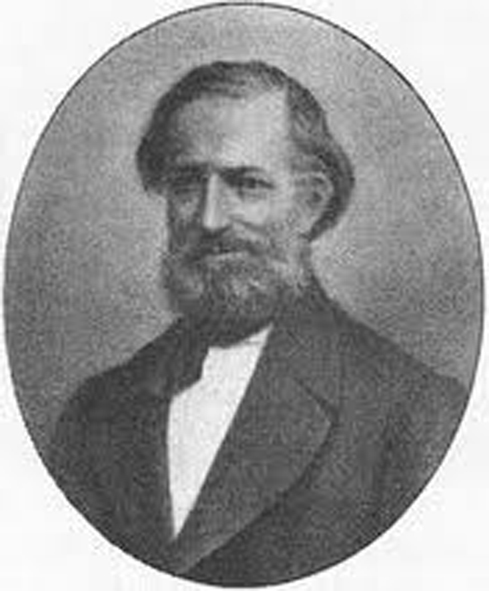
Heinrich Berghaus.

Heinrich Karl Berghaus, född 3 maj 1797 i Kleve, död 17 februari 1884 i Stettin, var en tysk geograf och kartograf.
Berghaus blev 1816 ingenjörsgeograf i preussiska krigsministeriet och deltog bland annat i den omfattande trianguleringen av Preussen. Åren 1824–55 var han professor i tillämpad matematik vid Bauakademie i Berlin och ledde 1839-48 ledde han en geografisk läroanstalt, där bland andra Hermann Berghaus, Henry Lange och August Petermann utbildades.
Hans mest betydande kartografiska verk är Atlas von Asien (1833) och Physikalischer Atlas (andra upplagan 1849–51; ny bearbetning av brorsonen Hermann 1887–92). Han utgav under årens lopp flera geografiska tidskrifter, däribland "Hertha" (1825–29) och "Geographisches Jahrbuch" (1849–52), som från 1855 utkom månatligt under Petermanns ledning.

## Övriga verk i urval
- Allgemeine Länder- und Völkerkunde (1836–1841)
- Grundriss der Geographie (1840–1843)
- Die Völker des Erdballs (1845–1847; "Jordens folkslag" 1847–1850)
- Was man von der Erde weiß (1856–1860; "Hvad vi veta om jorden", 1857, ej fullständig)